# Куммакиви
Куммакиви (фин. Kummakivi) — крупный балансирующий валун, природный памятник, располагающийся на юго-востоке Финляндии в Руоколахти.

## Описание и расположение
В переводе с финского Kummakivi — «странный камень».
Камень высотой в пять метров и шириной в семь метров, по оценкам, весит около 500 тонн. Утёс под камнем совершенно гладкий. С 1980-х годов на вершине валуна произрастает сосна. 
Куммакиви находится в западной части Руоколахти, близ границы с муниципалитетом Пуумала. Предположительно, камень оказался в этом месте в результате схода ледника 11 000-12 000 лет назад. Рядом находятся более мелкие валуны, вероятно того же происхождения.